# Fabián Ramírez Barrios
Claudio Fabián Ramírez Barrios (Corrientes, Argentina, 23 de febrero de 1990) es un baloncestista argentino que juega como alero en Regatas Corrientes de la Liga Nacional de Básquet de Argentina.

## Trayectoria
Ramírez Barrios se formó en el Hércules de Corrientes y en Boca Juniors de Buenos Aires. Debutó como profesional en San Martín de Corrientes, equipo con el que disputó por tres años el TNA hasta lograr el ascenso a la LNB. 
Tras su debut en la máxima categoría del baloncesto profesional argentino, el alero jugó para Olímpico de La Banda y Bauru, antes de retornar a Boca Juniors donde permanecería dos años.
En 2016 fichó con Regatas Corrientes, el clásico rival de San Martín de Corrientes. Durante las siguientes cuatro temporadas fue una pieza clave del equipo, liderándolo en el campo de juego. 
Su desembarco en Quimsa en 2020 le permitió conquistar su primer título oficial: la edición de ese año del Súper 20. Terminó la temporada con un promedio de 7.1 puntos, 4.7 rebotes y 2.3 asistencias por partido. 
Retornó a Corrientes en 2021 para incorporarse a San Martín. Al término de la temporada jugó la Liga Uruguaya de Ascenso con Cordón, firmando luego su reincorporación a Quimsa. Su segundo ciclo con los santiagueños sería muy exitoso, tanto a nivel colectivo como a nivel individual, ya que fue una pieza fundamental en la conquista del título de la temporada 2022-23 de la LNB y de la temporada 2023-24 de la BCLA, contribuyendo también en la conquista de la Supercopa de La Liga de 2023 y de la Copa Súper 20 de 2024; asimismo fue reconocido como el MVP argentino de la temporada 2023-24 de la LNB.
En julio de 2024 se anunció su regreso a Regatas Corrientes.

### Selecciones nacionales
Ramírez Barrios fue miembro de los seleccionados juveniles de baloncesto de Argentina, llegando a integrar el plantel que participó, entre otros torneos, del Campeonato Mundial de Baloncesto Sub-19 de 2009.
En 2020 fue convocado por primera vez para desempeñarse en el seleccionado mayor de baloncesto de su país.
Formó parte del plantel que obtuvo la medalla de oro en el torneo de baloncesto masculino de los Juegos Panamericanos de 2023.

### Clubes
| Club                     | País      | Año             |
| ------------------------ | --------- | --------------- |
| San Martín de Corrientes | Argentina | 2008 - 2012     |
| Olímpico de La Banda     | Argentina | 2012 - 2013     |
| Bauru                    | Brasil    | 2013 - 2014     |
| Boca Juniors             | Argentina | 2014 - 2016     |
| Regatas Corrientes       | Argentina | 2016 - 2020     |
| Quimsa                   | Argentina | 2020 - 2021     |
| San Martín de Corrientes | Argentina | 2021 - 2022     |
| Cordón                   | Uruguay   | 2022            |
| Quimsa                   | Argentina | 2022 - 2024     |
| Regatas Corrientes       | Argentina | 2024 - Presente |